# Гимн Ишимбайского района
Гимн Ишимбайского района, гимн муниципального района Ишимбайский район Республики Башкортостан — один из символов Ишимбайского района и Ишимбая. Принят в 2011 году решением Совета муниципального района Ишимбайский район Республики Башкортостан.
Поэтическая основа — стихотворение «Ғәзиз ерем — Ишембай» (автор  Риф Файзрахманович Мифтахов). Авторы музыки - Лиана Р. Бикбаева и Кинзя Ахмадиев.
Выбор авторов гимна происходил на конкурсной основе. С 19 июля по 3 августа 2011 года проходил конкурс на создание Гимна муниципального района Ишимбайский район Республики Башкортостан. Среди целей, заложенных его организатором — Советом МР Ишимбайский район стояло повышение гражданского сознания, воспитания патриотических чувств, упрочения единства и дружбы жителей района и города, уважения к истории, традициям народа, активизации творческого потенциала поэтов и композиторов.
В конкурсе могли принимать участие как профессиональные, так и самодеятельные композиторы и поэты, представляющие как индивидуальные, так и коллективные творческие работы.
Основное содержание Гимна — прославление родного города, трудовых и творческих достижений жителей муниципального района Ишимбайский район.